# Regionalps
Die Regionalps (RA), Eigenbezeichnung RegionAlps, ist ein Eisenbahnverkehrsunternehmen im Kanton Wallis, das seinen Geschäftssitz in Martigny hat. Die im Jahr 2003 gegründete Tochtergesellschaft der Schweizerischen Bundesbahnen (SBB) und der Transports de Martigny et Régions (TMR) verkehrte anfänglich mit Fahrzeugen der beiden Besitzerbahnen. Sie betreibt den Regionalverkehr vor allem im Rhonetal zwischen dem Ostufer des Genfersees und Brig.

## Unternehmen
Die Regionalps SA wurde im Jahr 2003 von den Schweizerischen Bundesbahnen (SBB) und den Transports de Martigny et Régions (TMR) als gemeinsames Tochterunternehmen für den Personennahverkehr im Wallis gegründet. Als dritter Aktionär ist 2009 der Kanton Wallis ins Unternehmen eingestiegen; seither halten die SBB 70 %, die TMR 18 %, und der Kanton Wallis 12 % des Aktienkapitals.

## S-Bahn Wallis

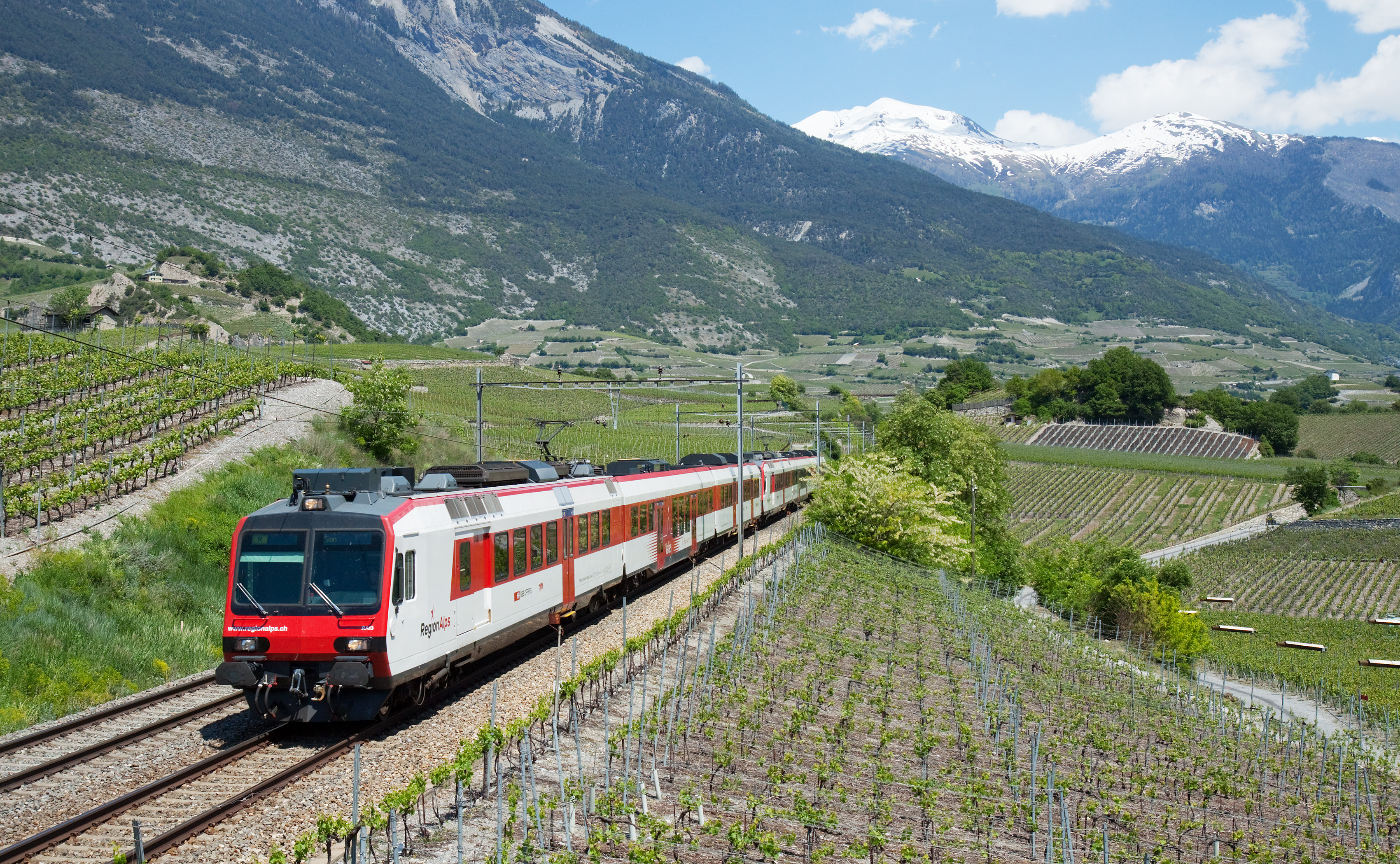
Zwei Domino-Züge der Regionalps bei Sierre

Die RER-Züge fahren seit dem Fahrplanwechsel am 13. Dezember 2015 von Montag bis Freitag alle 30 Minuten, so dass es sich hier faktisch um eine S-Bahn handelt.

## Liniennetz
Das Netz der betriebenen Linien setzt sich aus einer langen Hauptstrecke und zwei kurzen Nebenstrecken zusammen:
- 91 St-Gingolph–St-Maurice –Martigny–Sion–Brig, 146 Kilometer
- 82 Martigny–Sembrancher–Orsières, 19 Kilometer und
- 81 Sembrancher–Le Châble, 6 Kilometer

Zudem werden zwischen Visp und Leuk vier Regionalbuslinien betrieben.

## Rollmaterial
Inzwischen gehören Regionalps 16 dreiteilige NPZ Domino (Trieb- und Steuerwagen ex SBB) und 4 RABe 525 (ex TMR).
Der Domino RA14 trägt seit dem 23. Juli 2022 eine Vollwerbung für den Walliser Fernseh-Sender Kanal 9.
| Baureihe                                                                               | Baureihe   | Hersteller  | Baujahr         | Herkunft   | Stückzahl  | Stückzahl  | Ausrangiert                     | RA-Typ     | Bemerkungen                                                                                    |
| Serie                                                                                  | Nummern    | Hersteller  | Baujahr         | Herkunft   | total      | heute      | Ausrangiert                     | RA-Typ     | Bemerkungen                                                                                    |
| Triebwagen                                                                             | Triebwagen | Triebwagen  | Triebwagen      | Triebwagen | Triebwagen | Triebwagen | Triebwagen                      | Triebwagen | Triebwagen                                                                                     |
| -------------------------------------------------------------------------------------- | ---------- | ----------- | --------------- | ---------- | ---------- | ---------- | ------------------------------- | ---------- | ---------------------------------------------------------------------------------------------- |
| RABe 525                                                                               | 039–041    | BT/Alstom   | 2002–2003       | TMR (2009) | (Üb)04     | 4          |                                 | Nina       | ex TMR RABe 527 511–513                                                                        |
| RABe 525                                                                               | 038        | BT/Alstom   | 2002–2003       | BLS (2012) | (Üb)04     | 4          | ex TRN (527 322), BLS (525 038) | Nina       |                                                                                                |
| RBDe 560                                                                               | 401–413    | SWA/SIG/BBC | 1987–1988 /2009 | SBB (2009) | (Üb)013    | 16         |                                 | NPZ DO     | Umbau aus Kolibri NPZ RBDe 560 004, 008, 019, 015, 009, 023, 021, 022, 020, 016, 017, 010, 011 |
| RBDe 560                                                                               | 414–416    | SWG/SIG/ABB | 1994–1995 /2012 | SBB (2013) | (Üb)03     | 16         | ex SBB RBDe 560 276, 274, 294   | NPZ DO     |                                                                                                |
| Steuerwagen                                                                            |            |             |                 |            |            |            |                                 |            |                                                                                                |
| ABt 39-43                                                                              | 941–953    | SWP/SIG/BBC | 1987–1988 /2009 | SBB (2009) | (Üb)013    | 16         |                                 | NPZ DO     |                                                                                                |
| ABt 39-43                                                                              | 954–956    | SWG/SIG/ABB | 1987–1988 /2012 | SBB (2013) | (Üb)03     | 16         | ex SBB ABt 39-43 869, 894, 867  | NPZ DO     |                                                                                                |
| Personenwagen                                                                          |            |             |                 |            |            |            |                                 |            |                                                                                                |
| B 29-43                                                                                | 401–413    | BT          | 2009            |            | 13         | 16         |                                 | NPZ DO     |                                                                                                |
| B 29-43                                                                                | 414–416    | BT          | 2012            | SBB (2013) | (Üb)03     | 16         | ex SBB B 29-43 181, 182, 192    | NPZ DO     |                                                                                                |
| Üb = Übernahme aus fremden Bestand (Gebrauchtfahrzeug); Um = Umbau aus eigenem Bestand |            |             |                 |            |            |            |                                 |            |                                                                                                |